# Kadsura
Die Kadsura, auch Kugelfäden genannt, sind eine Pflanzengattung in der Familie der Sternanisgewächse (Schisandraceae). Bekannteste Art der Gattung ist die aus Ostasien stammende Kadsura japonica. Einige Kadsura-Arten werden als Heilpflanzen genutzt.

## Name
Der Name Kadsura stammt von japanisch kazura (jap. 葛,  „Kletterpflanze“). Das Schriftzeichen wird jedoch auch für die Kudzu verwendet. Kadsura japonica wird in Japan sanekazura (実葛, wörtlich „Frucht-Kletterpflanze“) oder auch binankazura (美男葛, wörtlich: „Schöner-Mann-Kletterpflanze“) genannt.

## Beschreibung

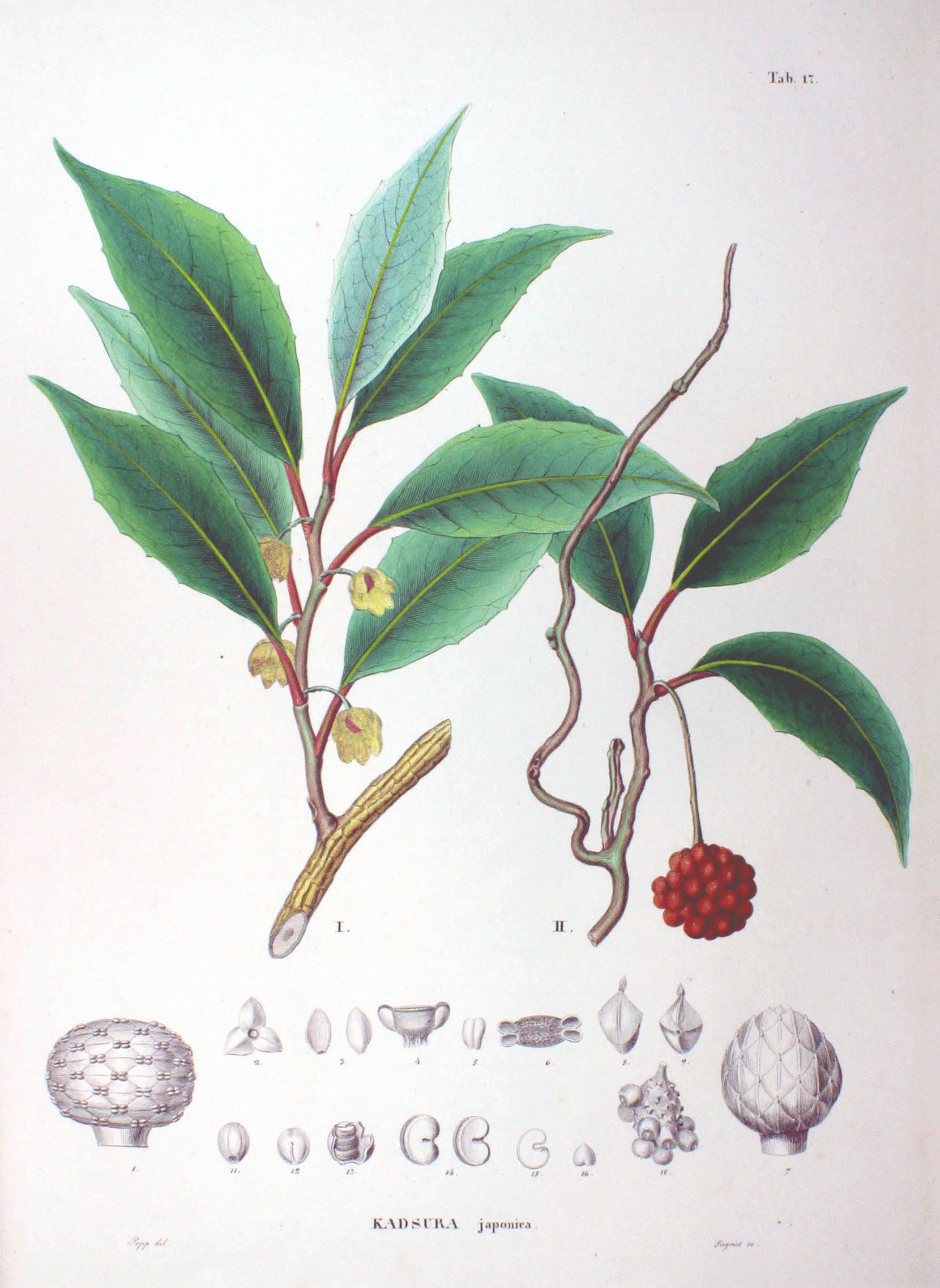
Illustration von Kadsura japonica

### Vegetative Merkmale
Kadsura-Arten sind verholzende Kletterpflanzen. Sie können immergrün oder laubabwerfend sein. Die Pflanzenteile sind kahl (außer bei Kadsura induta).
Die wechselständig angeordneten Laubblätter sind in Blattspreite und Blattstiel gegliedert. Die papierartige bis ledrige Blattspreite ist elliptisch, eiförmig oder verkehrt-eiförmig. Der Blattrand ist glatt oder gezähnt. Nebenblätter fehlen.

### Blüten, Früchte und Samen

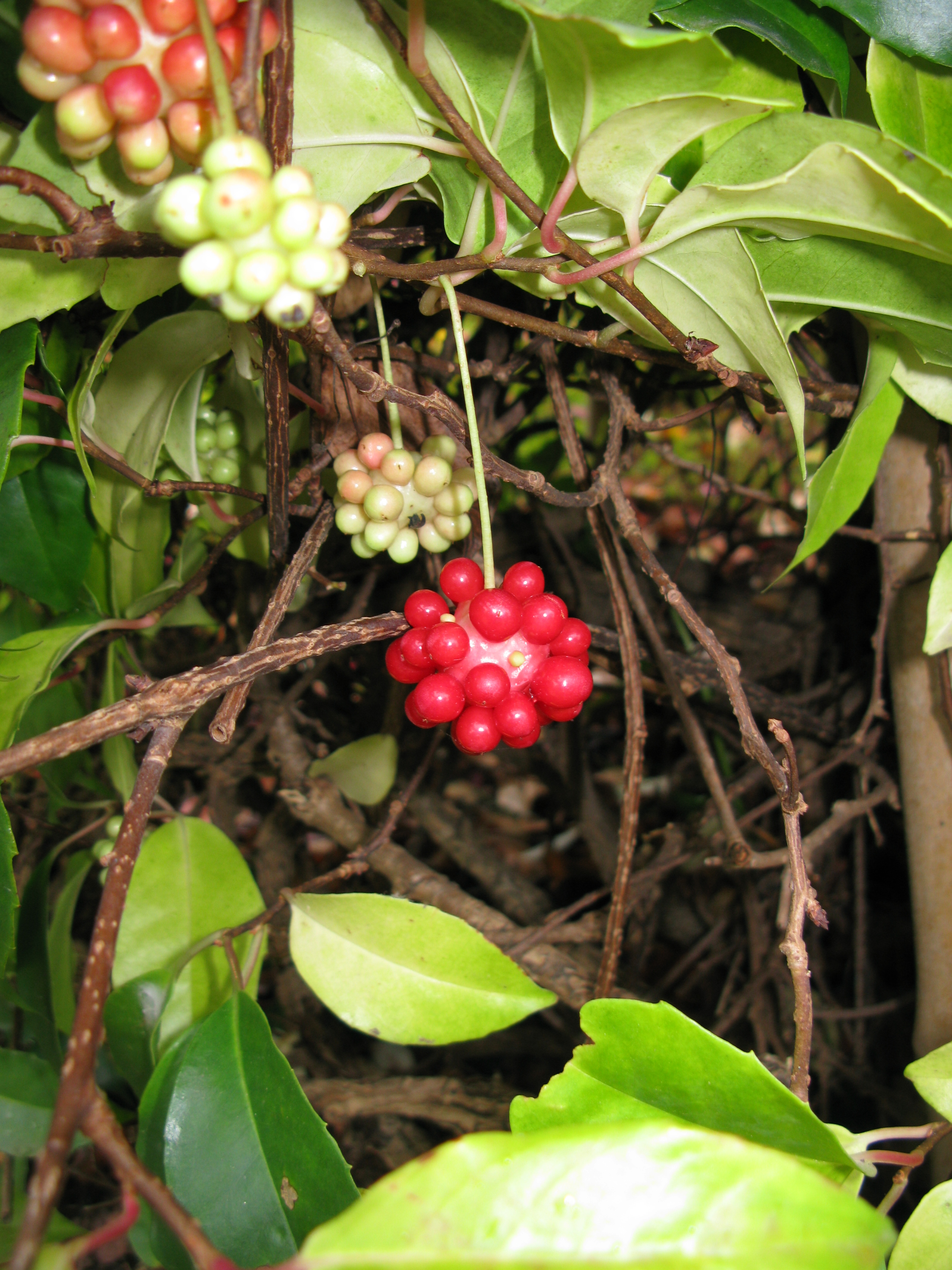
Fruchtstände von Kadsura japonica

Sie ist meist einhäusig (monözisch) oder selten zweihäusig (diözisch) getrenntgeschlechtig. Die eingeschlechtigen Blüten stehen in Blattachseln oder über kurzlebigen Tragblättern, selten kauliflor meist einzeln oder seltener zu zweit bis viert zusammen. Von den 7 bis 24 Blütenhüllblättern sind die innersten und die äußersten kleiner als die mittleren. Die männlichen enthalten 13 bis 80 Staubblätter; sie sind meist höchstens an ihrer Basis verwachsen, manchmal stehen kopfig zusammen. Der Pollen ist sechscolpat. In den weiblichen Blüten sind die 17 bis 300 freien Fruchtblätter spiralig angeordnet. Jedes Fruchtblatt enthält meist ein bis fünf, selten bis elf Samenanlagen.
An einem ellipsoiden oder gekeulten Blütenachse (Receptaculum) stehen mehrere bis viele Einzelfrüchte zusammen. Die fast kugeligen, verkehrt-eiförmigen oder länglich-eiförmigen Einzelfrüchte färben sich bei Reife rot oder gelb und enthalten jeweils meist einen bis fünf, selten bis zu elf Samen. Die Samen sind glatt.

## Systematik und Verbreitung
Die Gattung Kadsura wurde 1810 durch Antoine Laurent de Jussieu in Annales du muséum national d'histoire naturelle, 16, S. 340 erstveröffentlicht. Die Typusart ist Kadsura japonica (L.) Dunal. Die Gattung Kadsura gehört zur Unterfamilie der Schisandroideae in der Familie der Schisandraceae. Die Kadsura-Arten sind hauptsächlich in Ost- und Südostasien beheimatet, beispielsweise gibt es in China acht Arten.
Die Gattung Kadsura enthält etwa 14–28 Arten:
- Kadsura acsmithii R.M.K.Saunders: Die Heimat ist Borneo.[3]
- Kadsura angustifolia A.C.Sm.: Sie kommt von Guangxi bis zum nördlichen Vietnam vor.[3]
- Kadsura borneensis A.C.Sm.: Sie kommt in Borneo im Gebiet des Mount Kinabalu vor.[3]
- Kadsura celebica A.C.Sm.: Sie kommt im nördlichen Sulawesi vor.[3]
- Kadsura coccinea (Lemaire) A.C.Smith (Syn.: Kadsura ananosma Kerr): Sie kommt vom südlichen China bis Indochina vor.[3]
- Kadsura heteroclita (Roxb.) Craib (Syn.: Uvaria heteroclita Roxburgh; Kadsura polysperma Y.C.Yang): Sie kommt vom südlichen China bis Sri Lanka und zum westlichen Malesien vor.[3]
- Kadsura induta A.C.Sm.: Sie kommt von Yunnan und Guangxi bis zum nördlichen Vietnam vor.[3]
- Kadsura japonica (L.) Dunal (Syn.: Uvaria japonica L.); Heimat: China, Japan, Taiwan, südliches Korea[3]
- Kadsura lanceolata King: Sie ist in Malesien beheimatet.[3]
- Kadsura longipedunculata Finet & Gagnepain (Syn.: Kadsura peltigera Rehder & E.H.Wilson): Sie kommt vom zentralen China bis Hainan vor.[3]
- Kadsura marmorata (Hend. & Andr.Hend.) A.C.Sm.: Sie kommt von Borneo bis zu den Philippinen vor.[3]
- Kadsura matsudae Hayata: Sie kommt von den Nansei-Inseln bis Taiwan vor.[3]
- Kadsura oblongifolia Merrill: Sie kommt von Guangxi und Guangdong bis Hainan vor.[3]
- Kadsura philippinensis Elmer: Die Heimat sind die Philippinen.[3]
- Kadsura renchangiana S.F.Lan: Die Heimat ist das chinesische Autonome Gebiet Guangxi.[3]
- Kadsura scandens (Blume) Blume: Sie kommt vom westlichen Malesien bis Bali vor.[3]
- Kadsura verrucosa (Gagnep.) A.C.Sm.: Sie kommt vom westlichen Malesien bis Indochina vor.[3]